# کشور سوخته
کشور سوخته (انگلیسی: Burn Country) یک فیلم است که در سال ۲۰۱۶ منتشر شد. از بازیگران آن می‌توان به جیمز فرانکو اشاره کرد.